# 杏树台遗址
杏树台遗址，位于中国甘肃省永靖县，为一个省级文物保护单位，类型为古遗址。
杏树台遗址的历史年代为新石器时代至青铜时代。